# Randselven
Randselven er floden som dannes i sydenden af Randsfjorden, ved Jevnaker i Innlandet fylke i Norge. Den løber via Kistefoss, Viul og Hvalsmoen ned mod Hønefoss i Ringerike kommune, i Viken fylke. Floden løber sammen med Begna lige nedenfor Hønefossen i Hønefoss og danner der Storelven, som siden løber ud i Tyrifjorden.
Randselven er i dag velkendt for sin lokale stamme af store ørreder, som det er specielt populært at fiske med stang på strækningen mellem Viulfossen og Hvalsmoen. Den lokale sportsfiskerforening arbejder på at sikre stammen for fremtiden. Rekorden på stang på stedet er omkring 13 kg.
60°10′11″N 10°15′49″Ø / 60.1696°N 10.2635°Ø